# Monti Horlick
I Monti Horlick (in lingua inglese: Horlick Mountains) sono una catena montuosa antartica che fa parte dei Monti Transantartici, in Antartide.
Secondo alcune fonti nella designazione sono compresi anche l'Ohio Range, le Long Hills e tutto il Wisconsin Range; altre ritengono che essi includano solo la porzione orientale dei Monti della Regina Maud e la parte centrale del Wisconsin Range. Per qualcuno la designazione comprendeva anche i Monti Thiel.
La catena montuosa fu scoperta durante due voli esplorativi fatti durante la seconda spedizione antartica (1933-35) dell'esploratore polare statunitense Byrd, il primo da parte di Kennett L. Rawson da una posizione all'incirca a 83°05′S 105°19′W, alla fine del suo volo nel settore sudorientale del 22 novembre 1934; il secondo da Quin Blackburn nel dicembre 1934, da una posizione da cui si vedevano il Ghiacciaio Leverett e il Ghiacciaio Albanus. Alcune porzioni del Wisconsin Range sono impresse nelle foto aeree scattate nel corso dell'Operation Highjump della U.S. Navy, nel 1946-47.
La denominazione è stata assegnata dall'ammiraglio Byrd in onore di William Horlick, capo della Horlick's Malted Milk Corp., finanziatore della sua seconda spedizione antartica del 1933-35. L'intero gruppo montuoso è stato esaminato dalle squadre di rilevamento dell'United States Antarctic Research Program (USARP) e mappato da foto aeree della U.S. Navy scattate nel periodo 1959-64.